# Gioan Thang Hán
Gioan Thang Hán, phiên âm tiếng Anh: John Tong Hon (sinh 1939) là một Hồng y của Giáo hội Công giáo Rôma, ông nguyên là Giám mục chính tòa Giáo phận Hồng Kông. Năm 2019, ông được chọn làm Giám quản Tông Tòa Giáo phận Hồng Kông, sau cái chết của vị kế nhiệm là Giám mục Micae Dương Minh Chương.

## Tiểu sử
Hồng y Thang Hán sinh ngày 31 tháng 7 năm 1939 tại Hồng Kông. Sau quá trình tu tập, ngày 6 tháng 1 năm 1966, Phó tế Gioan được phong chức linh mục, gia nhập linh mục đoàn Giáo phận Hồng Kông.
Ngày 13 tháng 9 năm 1996, Tòa Thánh công bố bổ nhiệm linh mục Gioan Thang Hán làm Giám mục Phụ tá Giáo phận Hồng Kông, giám mục Hiệu tòa Bossa. Lễ tấn phong diễn ra không lâu sau đó, vào ngày 9 tháng 12. Chủ phong cho Tân giám mục là Hồng y Gioan Baotixita Hồ Chấn Trung, giám mục Giáo phận Hồng Kông, phụ phong có các giám mục: Hồng y Peter Seiichi Shirayanagi, Tổng giám mục chính tòa Tổng giáo phận Tokyo và Tổng giám mục Charles Asa Schleck, C.S.C. - Đại diện Văn phòng Hội đồng về Phát triển con người của Tòa Thánh.
Mười hai năm sau, ngày 30 tháng 1 năm 2008, Tòa Thánh quyết định chọn giám mục Gioan giữ chức vụ Giám mục Phó Giáo phận Hồng Kông. Một năm sau, ngày 15 tháng 4 năm 2009, ông kế vị chức Giám mục chính tòa Giáo phận Hồng Kông. Trong công nghị Hồng y năm 2012, Giáo hoàng Biển Đức XVI vinh thăng giám mục Thang Hán tước vị Hồng y. Việc này được công bố vào ngày 18 tháng 2 và lễ vinh thăng vào ngày 22 tháng 4 cùng năm.
Ngày 8 tháng 3 năm 2014, Giáo hoàng Phanxicô chọn ông làm Thành viên Hội đồng Kinh tế trực thuộc Tòa Thánh. Ngày 1 tháng 8 năm 2017, Giáo hoàng chấp nhận đơn từ nhiệm của ông. Giám mục kế vị ông là Micae Dương Minh Chương.